# Cristallisation
Pour les articles homonymes, voir Cristallisation (homonymie).
La cristallisation est le passage d'un état désordonné gazeux, liquide (substance fondue ou dissoute dans un solvant) ou solide (verre ou amorphe) à un état solide ordonné (cristal). La cristallogenèse est le processus de formation des cristaux, en milieu naturel comme au laboratoire ou dans l'industrie.

## Processus physique
La nucléation (ou germination) correspond à l'apparition d'une phase cristalline stable à partir d'un liquide en surfusion ou d'une solution sursaturée. Le processus se poursuit par la croissance cristalline, c'est-à-dire l'augmentation de taille des germes pour conduire aux cristaux. Elle est caractérisée par l'empilement à la surface du cristal de nouvelles particules qui se logent dans des sites préférentiels.
La cristallisation, transition de l'état liquide à l'état solide, concerne aussi le liquide dégénéré qui constitue les naines blanches. Ce phénomène, prédit théoriquement dès les années 1960,, est confirmé par les observations du satellite Gaïa en 2019,.

## Conditions expérimentales
La fabrication d'un cristal dépend de différents facteurs tels que la température, la pression, le temps d'évaporation.
La plupart des substances minérales et des petites molécules organiques cristallisent facilement et les cristaux obtenus sont en général d'assez bonne qualité, c'est-à-dire sans défauts visibles.
En revanche les grandes molécules biochimiques, comme les protéines, sont souvent très difficiles à cristalliser.
Cette facilité de cristallisation dépend fortement de l'intensité des forces interatomiques (dans le cas des substances minérales), intermoléculaires (substances organiques et biochimiques) ou intramoléculaires (substances biochimiques).
La cristallographie par rayons X permet de caractériser avec précision la structure des cristaux obtenus. 

### Techniques de cristallogenèse expérimentales
- Procédé de Bridgman-Stockbarger
- Procédé de Czochralski
- Procédé de Lely
- Procédé Verneuil
- Épitaxie